# Macedonio Fernández
Macedonio Fernández (1. června 1874 Buenos Aires – 10. února 1952 tamtéž) byl argentinský spisovatel a filosof.
Vystudoval práva na Univerzitě v Buenos Aires a pracoval jako prokurátor u soudu v Posadas. Od roku 1920 se věnoval pouze literatuře. Byl příslušníkem skupiny Florida, která se hlásila k programu avantgardy a vydávala časopis Martín Fierro. V bohémských kruzích byl známý četnými mystifikacemi, jako byla recesistická kandidatura na prezidentský úřad v roce 1927. Zajímal se o dílo Herberta Spencera a Arthura Schopenhauera, dopisoval si s Williamem Jamesem, publikoval provokativní filosofické eseje, poezii i fantastické povídky. V jeho díle se prolínala metafyzika s absurdním humorem, nejznámějším dílem je posmrtně vydaný „antiromán“ Museo de la novela de la eterna.
Fernándezovým přítelem ze studií byl Jorge Guillermo Borges Haslam, otec Jorgeho Luise Borgese. Mladý Borges označoval Fernándeze za svůj literární vzor (podle vlastních slov ho zpočátku napodoboval až k plagiátorství) a propagoval jeho dílo, které vycházelo jen sporadicky a nebylo širší veřejnosti známé. Fernándezovým obdivovatelem byl také Ricardo Piglia, který o něm natočil dokumentární film.
Česky vyšla Fernándezova povídka O dýni, která zhltla vesmír v antologii Had, který se kouše do ocasu (Host 2008).